# Pandião II
Pandião II foi um rei mitológico de Atenas.
Segundo Pausânias, houve dois reis de nome Pandião em Atenas, e dois reis de nome Cécrope. Pandião I era filho de Erictónio de Atenas, e foi pai de Erecteu, pai de Cécrope II, pai de Pandião II.
Pandião II era filho de Cécrope II e Metiadusa, filha de Eupálamo; Cécrope era filho de Erecteu e Praxiteia e Eupálamo era filho de Metião. Diodoro Sículo menciona Eupálamo como filho de Erecteu, mas no texto de Pseudo-Apolodoro os filhos de Erecteu e Praxiteia são Cécrope, Pandoro e Metião, além de várias filhas.
Pandião II foi expulso de Atenas pelos metiônidas, filhos de Metião. Metião era irmão de Cécrope ou, segundo Diodoro Sículo, filho de Eupálamo, filho de Erecteu. Pandião fugiu para Mégara, segundo Pausânias, porque ele era casado com a filha do rei Pilas, mas, segundo Pseudo-Apolodoro, Pandião se casou com a filha de Pilas depois que se refugiou em Mégara. Quando Pilas matou Bias, irmão do seu pai, e foi para o Peloponeso fundar a cidade de Pilos, ele passou o reino para Pandião II. Segundo Pseudo-Apolodoro, os filhos de Pandião II nasceram em Mégara, e se chamavam Egeu, Palas, Niso e Lico. Pseudo-Apolodoro menciona uma versão de que Egeu não seria filho de Pandião II, mas de Escírio, tendo sido adotado por Pandião. Pandião II ficou doente e morreu em Mégara, onde foi enterrado.
Seus filhos retornaram a Atenas e expulsaram os metiônidas,  recuperando o reino para Egeu ou dividindo o reino em quatro, com Egeu com o poder supremo. Niso se tornou o rei de Mégara.